# Desoximetasona
A desoximetasona, vendida sob várias marcas, é um medicamento usado para tratar várias doenças de pele, incluindo dermatite e psoríase. É aplicado na pele, duas vezes ao dia.
Os efeitos secundários relativamente comuns incluem queimaduras, aumento do crescimento de pelos, ruptura da pele, acne, infecção, atrofia da pele e estrias. Outros efeitos secundários podem incluir a síndrome de Cushing. A segurança na gravidez não é clara. É um corticosteroide.
A desoximetasona foi aprovada para uso médico nos Estados Unidos em 1977.